# Chrápání
Chrápání (ronchopatie) je zvuk vibrací, který pochází z dýchacího ústrojí některých osob nebo zvířat během spánku. Zvuk chrápání může být rušivý a nežádoucí jak pro osobu, která chrápe, tak pro její okolí.
Chrápání může způsobovat nespavost, ztrátu soustředění, nervozitu a ztrátu libida.

## Příčiny chrápání
Chrápání může být ovlivňováno celou řadou faktorů. Mezi ně spadají fyziologické faktory, ale také životní styl, medikace a věk.
- Pohlaví – Častěji chrápou muži, než ženy, protože mají užší hrdlo.
- Obezita – Obézní lidé mají větší tendenci ke chrápání kvůli usazování tuku v oblasti krku a horší respiraci.
- Alkohol – Uvolnění svalů, které nastává po konzumaci alkoholu, může podporovat vibrace v krku a tím pádem podporovat chrápání.
- Nemoci horních cest dýchacích. – Astma, katary horních cest dýchacích a další respirační potíže mohou chrápání podporovat.
- Kouření – Cigaretový kouř redukuje řasinkový epitel, který posouvá hlen, což může mít za následek vyšší náchylnost k nemocem horních cest dýchacích. To může v důsledku chrápání také podporovat.
- Čelistní anomálie – Malá horní nebo dolní čelist, tím zmenšený prostor v této oblasti dýchacích cest.

## Léčba chrápání
Chrápání je sociální problém a může ovlivňovat život chrápajícího i jeho partnera/partnerky; chrápající osobu ale neohrožuje. Ohrožující je zhoršení, které se projevuje apnoickými pauzami – chrápáním se střídavými zástavami dechu ve spánku.
Lidé, kteří mají s chrápáním problém, mohou zkusit nespat na zádech, případně vyzkoušet další neinvazivní metody. V závažných případech je možný chirurgický zákrok nebo ambulantní zákrok laserem, který upraví tvar čípku a měkkého patra.

### Operační metody
- Maxilo-mandibulární předsun – operace na čelistních kostech prováděná maxilofaciálním chirurgem.
- Mandibulárním protraktor – snímací aparátek nasazující se na zuby, předsunující dolní čelist, a tím zvětšující průsvit části dýchacích cest.
- UPPP (uvulopalatofaryngoplastika) – provádí se pod celkovou anestezií. Zákrok probíhá na rozšířené brance hrtanové. Využívá se také k léčení spánkového apnoe.
- Ambulantní zákroky – laserová palatoplastika (LAUP), která slibuje menší bolestivost. Úspěšnost je nižší.

Pro léčbu chrápání je vždy potřeba konzultace s odborníkem. Některé zákroky hradí zdravotní pojišťovny, ale někdy je nutný doplatek pacienta.